# Bromus arvensis
Espèce
Classification APG III (2009)
Bromus arvensis est une espèce de plante herbacée appartenant à l'ordre des Poales, à la famille des Poaceae (graminées).